# ابرهارت ایلمر
ابرهارت ایلمر (انگلیسی: Eberhardt Illmer; ۳۰ ژانویهٔ ۱۸۸۸ – ۲۶ دسامبر ۱۹۵۵) بازیکن فوتبال اهل آلمان بود.
وی همچنین در تیم ملی فوتبال آلمان بازی کرده‌است.